# Саратога (Вайомінг)
Саратога (англ. Saratoga) — місто (англ. town) в США, в окрузі Карбон штату Вайомінг. Населення — 1702 особи (2020).

## Географія
Саратога розташована за координатами 41°27′7″ пн. ш. 106°48′41″ зх. д. / 41.45194° пн. ш. 106.81139° зх. д. (41.451829, -106.811397).  За даними Бюро перепису населення США в 2010 році місто мало площу 9,29 км², з яких 8,80 км² — суходіл та 0,49 км² — водойми.

### Клімат
| Клімат : Саратога     | Клімат : Саратога | Клімат : Саратога | Клімат : Саратога | Клімат : Саратога | Клімат : Саратога | Клімат : Саратога | Клімат : Саратога | Клімат : Саратога | Клімат : Саратога | Клімат : Саратога | Клімат : Саратога | Клімат : Саратога | Клімат : Саратога |
| Показник              | Січ.              | Лют.              | Бер.              | Квіт.             | Трав.             | Черв.             | Лип.              | Серп.             | Вер.              | Жовт.             | Лист.             | Груд.             | Рік               |
| Середній максимум, °C | 1,2               | 2,7               | 7,8               | 13,3              | 18,9              | 24,6              | 28,2              | 27,2              | 22,0              | 14,9              | 6,1               | 1,2               | 14,0              |
| Середній мінімум, °C  | −11,1             | −10,1             | −5,7              | −2,1              | 2,4               | 6,8               | 10,2              | 9,3               | 4,4               | −1,1              | −6,8              | −11,2             | −1,2              |
| Норма опадів, мм      | 11                | 13                | 18                | 25                | 37                | 24                | 26                | 25                | 26                | 27                | 17                | 10                | 259               |
| --------------------- | ----------------- | ----------------- | ----------------- | ----------------- | ----------------- | ----------------- | ----------------- | ----------------- | ----------------- | ----------------- | ----------------- | ----------------- | ----------------- |
| Джерело: NOAA         |                   |                   |                   |                   |                   |                   |                   |                   |                   |                   |                   |                   |                   |

## Демографія
Згідно з переписом 2010 року, у місті мешкало 1690 осіб у 802 домогосподарствах у складі 474 родин. Густота населення становила 182 особи/км².  Було 979 помешкань (105/км²).
Расовий склад населення:
| - 94,4 % — білих - 0,9 % — корінних американців - 0,6 % — азіатів - 2,2 % — осіб інших рас |

До двох чи більше рас належало 1,9 %. Частка іспаномовних становила 5,1 % від усіх жителів.
За віковим діапазоном населення розподілялося таким чином: 17,6 % — особи молодші 18 років, 60,8 % — особи у віці 18—64 років, 21,6 % — особи у віці 65 років та старші. Медіана віку мешканця становила 48,9 року. На 100 осіб жіночої статі у місті припадало 105,3 чоловіків;  на 100 жінок у віці від 18 років та старших — 104,7 чоловіків також старших 18 років.
Середній дохід на одне домашнє господарство  становив 65 491 долар США (медіана — 59 120), а середній дохід на одну сім'ю — 74 181 долар (медіана — 71 667). Медіана доходів становила 61 136 доларів для чоловіків та 49 318 доларів для жінок. За межею бідності перебувало 11,9 % осіб, у тому числі 9,8 % дітей у віці до 18 років та 6,3 % осіб у віці 65 років та старших.
Цивільне працевлаштоване населення становило 993 особи. Основні галузі зайнятості: мистецтво, розваги та відпочинок — 13,5 %, сільське господарство, лісництво, риболовля — 13,4 %, роздрібна торгівля — 13,3 %.
За даними перепису 2000 року,
на території муніципалітету мешкало 1726 людей, було 757 садиб та 482 сімей.
Густота населення становила 195,4 осіб/км². Було 939 житлових будинків.
З 757 садиб у 27,9% проживали діти до 18 років, подружніх пар, що мешкали разом, було 52,4 %,
садиб, у яких господиня не мала чоловіка — 7,3 %, садиб без сім'ї — 36,3 %.
Власники 31,8 % садиб мали вік, що перевищував 65 років, а в 12,8 % садиб принаймні одна людина була старшою за 65 років.
Кількість людей у середньому на садибу становила 2,23, а в середньому на родину 2,79.
Середній річний дохід на садибу становив 37 135 доларів США, а на родину — 45 362 доларів США.
Чоловіки мали дохід 32 446 доларів, жінки — 20 489 доларів.
Дохід на душу населення був 23 376 доларів.
Приблизно 8,4 % родин та 10,0 % населення жили за межею бідності.
Серед них осіб до 18 років було 10,0 %, і понад 65 років — 12,2 %.
Середній вік населення становив 43 років.